# Ceratosolen marshalli
Ceratosolen marshalli är en stekelart som beskrevs av Grandi 1931. Ceratosolen marshalli ingår i släktet Ceratosolen och familjen fikonsteklar. Inga underarter finns listade i Catalogue of Life.